# Brion-sur-Ource
 Brion-sur-Ource  là một xã ở tỉnh Côte-d'Or trong vùng Bourgogne-Franche-Comté, phía đông nước Pháp. Khu vực này có độ cao trung bình 236 mét trên mực nước biển.
Sông Ource tạo thành một phần ranh giới phía tây thị trấn, sau đó chảy theo hướng bắc đông bắc qua phía bắc thị trấn.